# Église Santa Maria dell'Orazione e Morte
L'église Santa Maria dell'Orazione e Morte est un lieu de culte catholique de Rome, situé dans le rione de Regola, sur la Via Giulia, entre l'arc Farnèse et le palais Falconieri adjacent.

## Histoire et œuvres

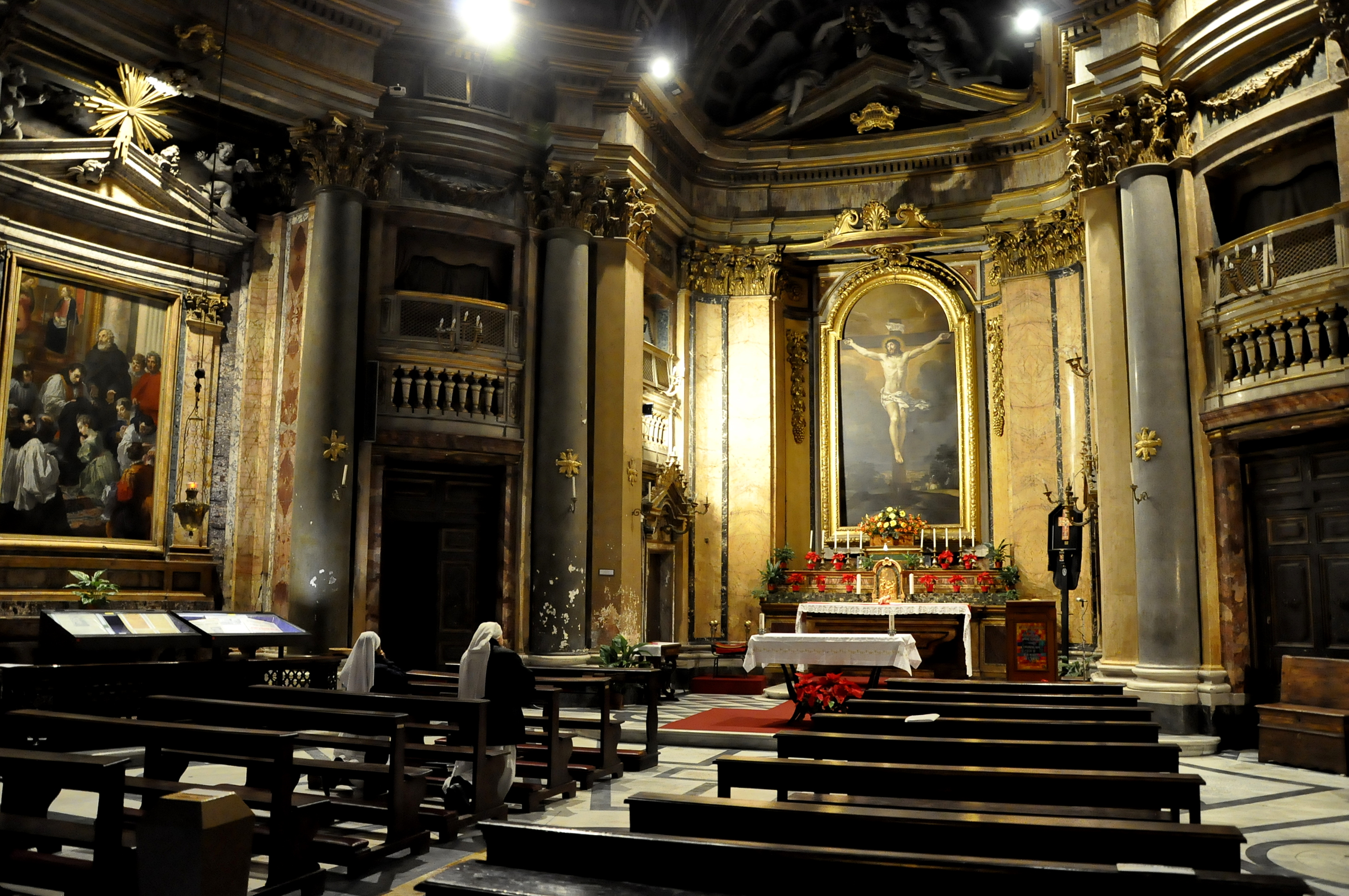
L'intérieur

Cette église fut construite en 1573 par la Compagnia della Morte (« Fraternité de la Mort »)[réf. incomplète],, la confrérie du même nom, ainsi que l'oratoire qui y est attaché. Comme il était devenu trop étroit, il fut reconstruit en 1737 par Ferdinando Fuga et consacré le 20 octobre 1738[réf. incomplète].
Le but de l'Archiconfrérie de l'Oraison et de la Mort était d'enterrer les morts, trouvés dans la campagne ou noyés dans le Tibre, sans identité ou en tout cas qui ne pouvaient recevoir des funérailles dignes[réf. incomplète]. Outre l'église, un oratoire et un vaste cimetière furent également construits, en partie souterrain et en partie au bord du Tibre, cimetière qui fut presque entièrement détruit en 1886 avec la construction des quais du Tibre[réf. incomplète].
Mais il faut surtout rappeler la crypte souterraine, autrefois cimetière de la confrérie, dans laquelle plus de 8 000 corps furent enterrés de 1552 à 1896. Aujourd'hui, elle ressemble à un ossuaire, où tout (décorations, sculptures et lustres) est fait d'ossements et de squelettes ; au XIXe siècle, elle servait de décor à des représentations sacrées faisant appel à des statues de cire grandeur nature.

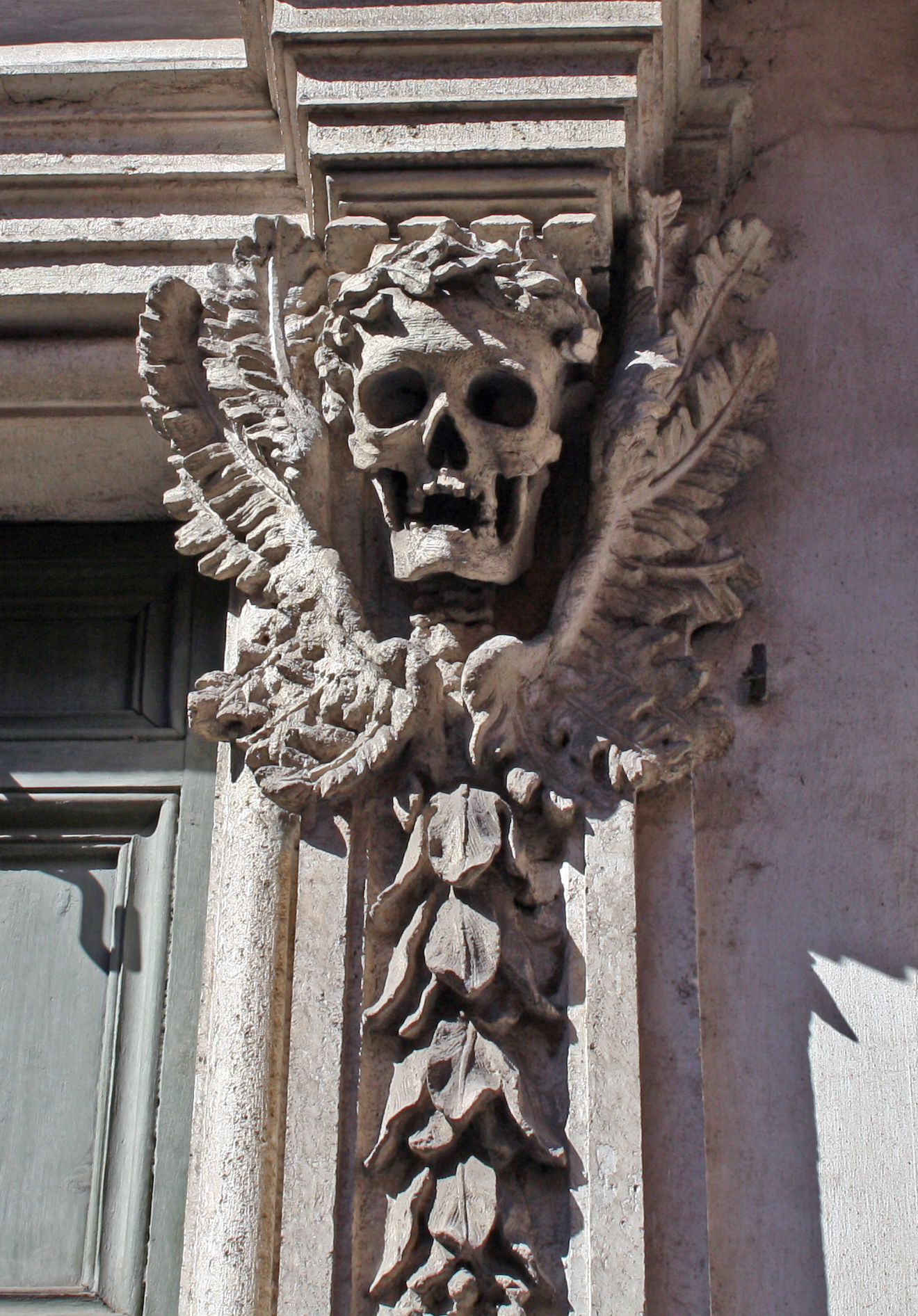
détail
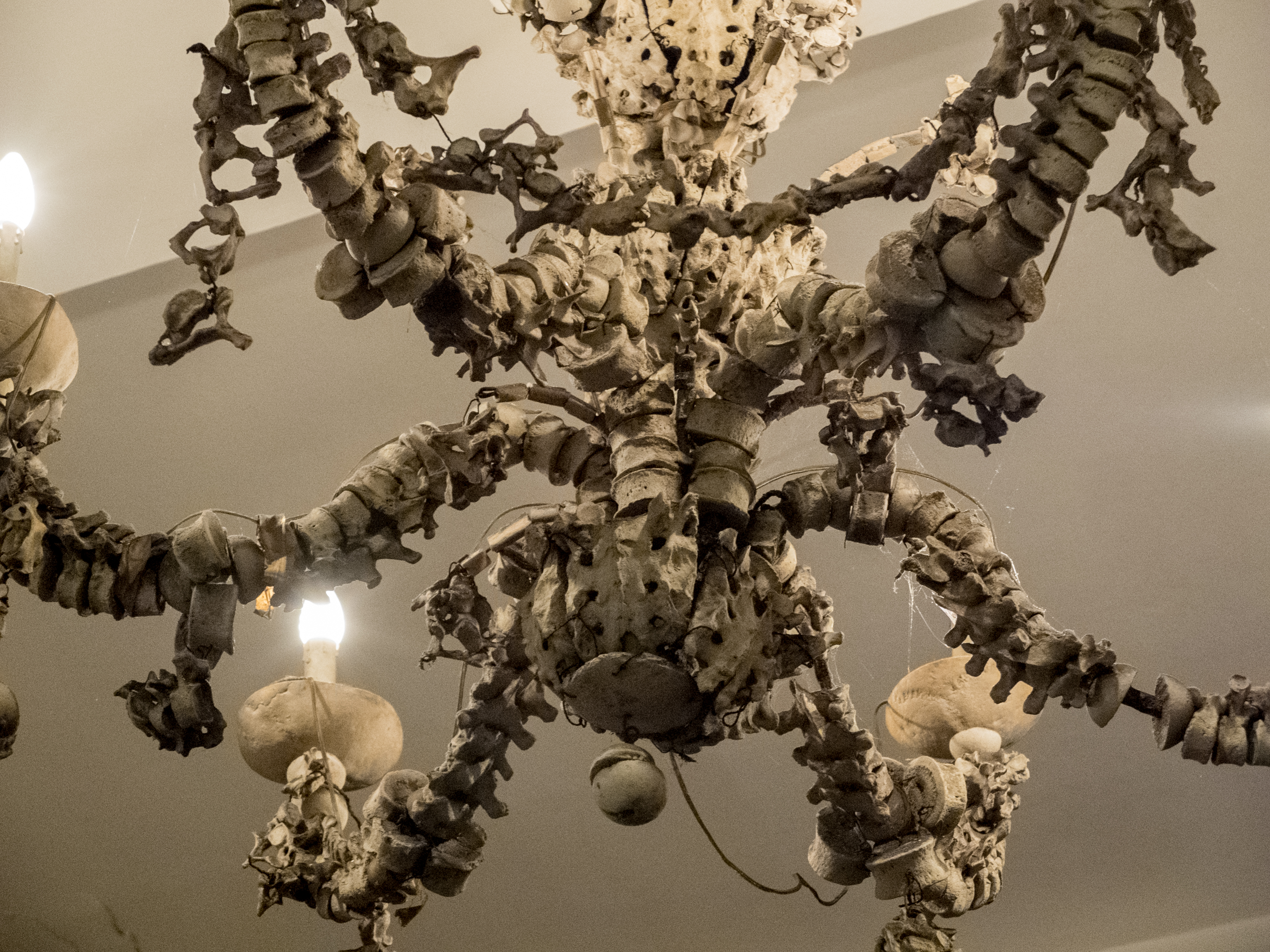
Lustre en os
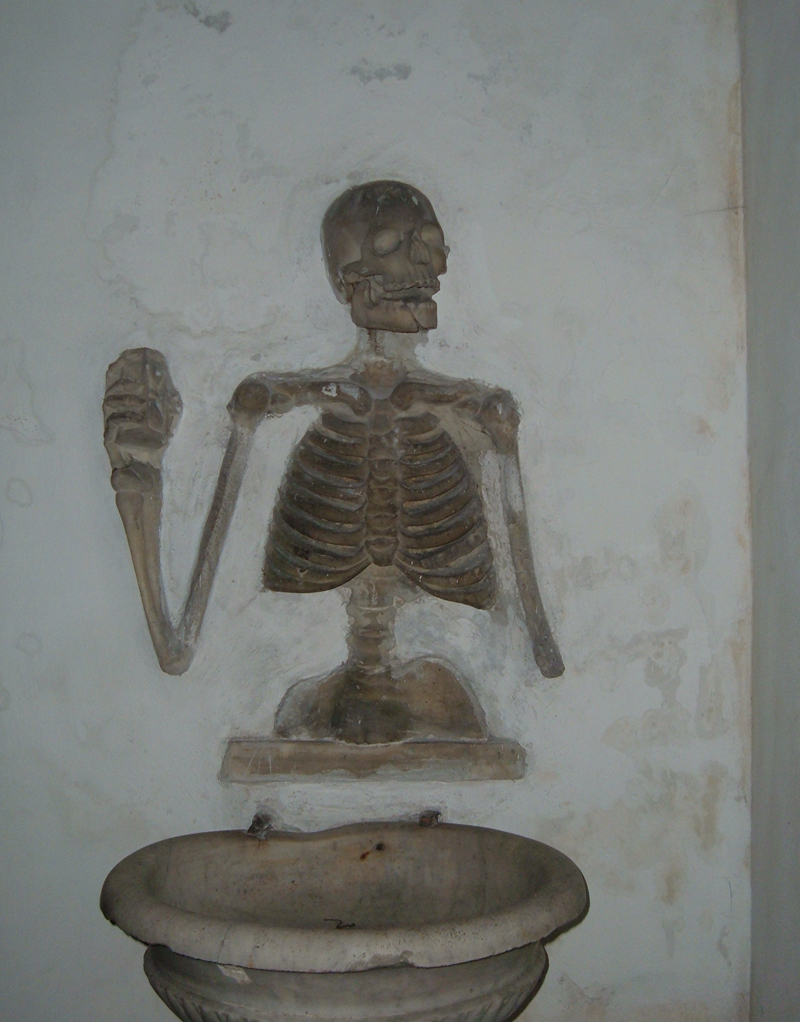
Bénitier dans la crypte de l'église